# Береговая батарея №29 (ЧФ)
Береговая батарея № 29-бис, БС-29, 29 оабатр — артиллерийская батарея времён Великой Отечественной войны на берегу Керченского пролива, входившая в состав Керченского укреплённого района, с сентября 1941 года в состав Керченской военно-морской базы. Приняла бой с наступающими немецко-румынскими войсками и была подорвана гарнизоном 14 ноября 1941 года.

## История
Во время Первой мировой войны севернее Тобечикского озера у села Тобечик (Челядиново) была заложена четырёхорудийная батарея 203-мм орудий. Были устроены четыре бетонных орудийных площадки с земляными брустверами. Однако орудия установлены не были, и батарея в строй не вводилась.
На 1930 год имелась 8-дюймовая 3-х орудийной батареи № 29 у деревни Эльтиген. По результатам обследования береговой обороны Черного моря, проведенного 5 сентября 1930 года, и анализа материальной части были сделаны следующие выводы:
- не полностью соблюдены эспланадные правила;
- нет удовлетворительных условий для необходимого темпа сбора по тревоге;
- отсутствуют приборы управления артиллерийским огнем;
- отсутствует командный пост;
- низкая скорострельность орудийных систем;
- отсутствие возможности быстрой доставки боеприпасов на батарею (прекращение огня через 8-10 мин после начала стрельбы);
- ручная подача снарядов;
- дальность огня (99 кабельтовых при стрельбе снарядом 340 фунтов, 78 кабельтовых при стрельбе снарядом 274 фунта);
- позиция не прикрыта фортификационными сооружениями;
- отсутствуют электроснабжение, прожекторы, газоубежища, внутренняя телефонная связь, маскировка, водоснабжение;
- не хватает противопожарного инвентаря;
- не организована должная охрана объекта;
- отсутствует шоссейная дорога к батарее[1].

В результате было принято решение о строительстве новой батареи №29-бис. По «Плану оборонительного строительства Береговой обороны Черного моря на пятилетие 1928/29-1932/33 гг.» было намечены следующие мероприятия:
1. Возведение 8-юймовой батареи № 29, обеспечение ее защиты от снарядов 8-дюймового калибра. При этом 630000 руб. выделялось на строительство новых, модифицированных конструкций; 600000 руб. отводилось на строительство, модернизацию, установку 4-х орудий; 100000 руб. предусматривалось затратить на возведение новых прожекторных установок. Работы возлагались на военно-строительное, артиллерийское, военно-техническое управления.
2. 400000 руб. выделялось на усовершенствование 6-дюймовой батареи № 48, группового командного поста береговых батарей, совершенствование противоздушной обороны, проведение проволочной и радиосвязи. 
28 апреля 1931 года РВС СССР принял решение о строительстве нескольких долговременных артиллерийских батарей в районе города Керчи, в том числе открытой четырёхорудийной 180-мм батареи. Место для этой батареи было выбрано юго-восточнее села Челядиново, на обратном скате высоты 30,7. Батарее был присвоен № 29-бис. Личный состав батареи согласно штата мирного времени насчитывал 189 человек.
На таманском берегу на мысе Панагия была построена 203-мм трехорудийная Береговая батарея №33, которая в комплексе с 29-й батареей осуществляла контроль фарватера с двух берегов, с разных секторов обстрела.
Проект батареи составил военный инженер А. И. Васильков. Строительство происходило в 1931—1937 годах, батарея была введена в строй 1 марта 1937 года и включена в состав 72-го отдельного артиллерийского дивизиона Керченского укреплённого района (командир 72-го оадн Горланов В. А.).
Батарея состояла из четырех отдельных бетонных артблоков с открытыми орудийными двориками и бетонными брустверами, командного пункта, дальномерной станции, силового блока, насосной станция, казарм, очистных сооружений. Артблоки и КП были соединены между собой подземной потерной. Сектор огня прикрывал южный вход в Керченский пролив.

В районе сохранились три дота прикрытия. Северный размещается на высоте 26,9, в 375 м от восточной батареи, у развилки грунтовых дорог между урочищем Батарея и Загорье. Южный - на высоте 30,7 (на перекрытии дота размещался триангуляционный знак), примерно в 1125 м от предыдущего. Западный – на западном склоне урочища Батарейка, примерно в 1000 м от южного, в 475 м от западной батареи и почти в 1000 м от северного дота. Кроме того, в районе сохранились остатки огневых позиций орудий среднего калибра. Наиболее различимы две позиции (полудолговременные постройки), находящиеся восточнее основных батарей. В ходе разведок зафиксированы еще три или четыре артиллерийские позиции (полудолговременные постройки), в двух из которых сохранились блиндажи из железобетона, а также другие вспомогательные долговременные фортификационные сооружения. 

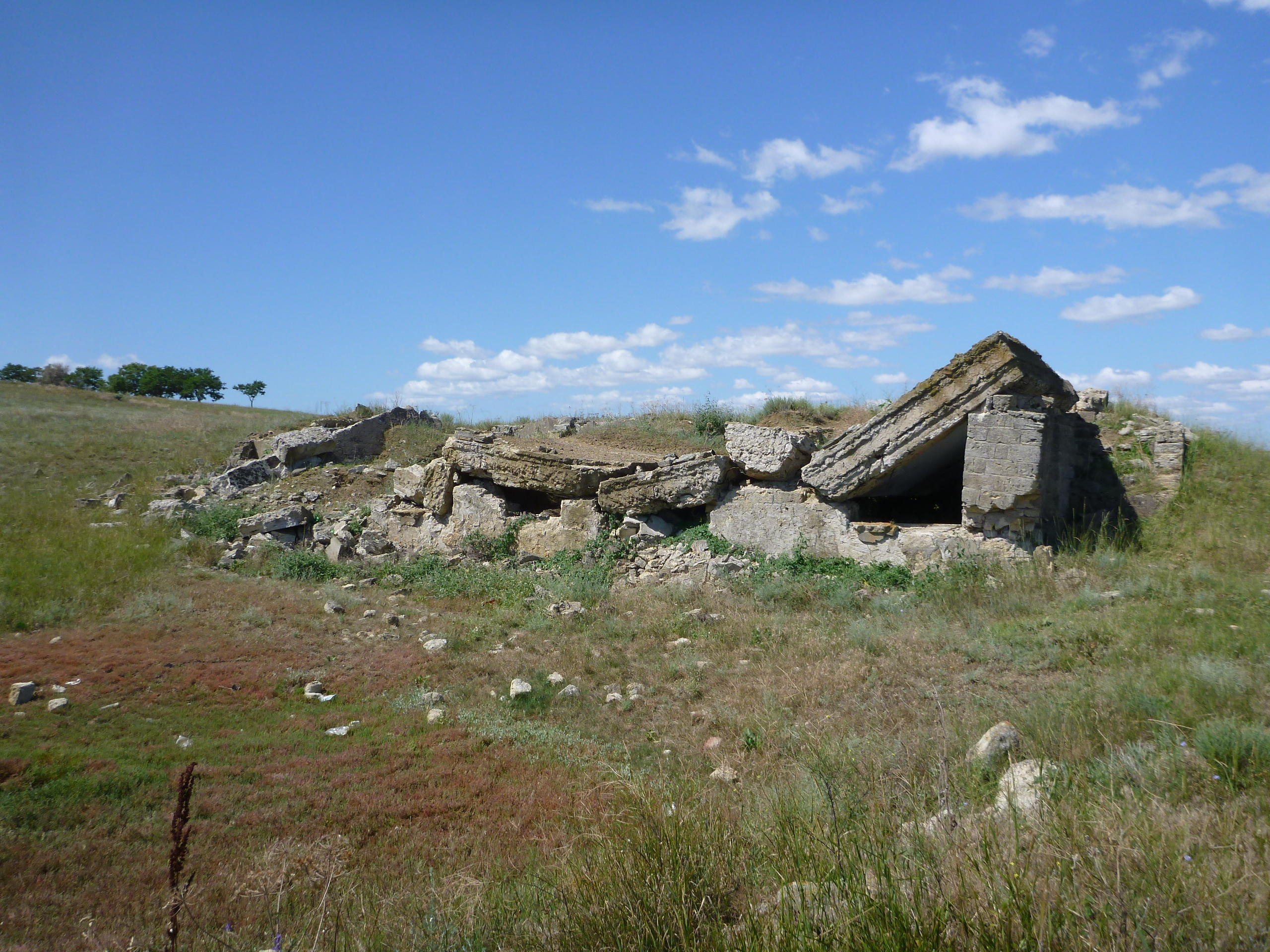
Караульное помещение
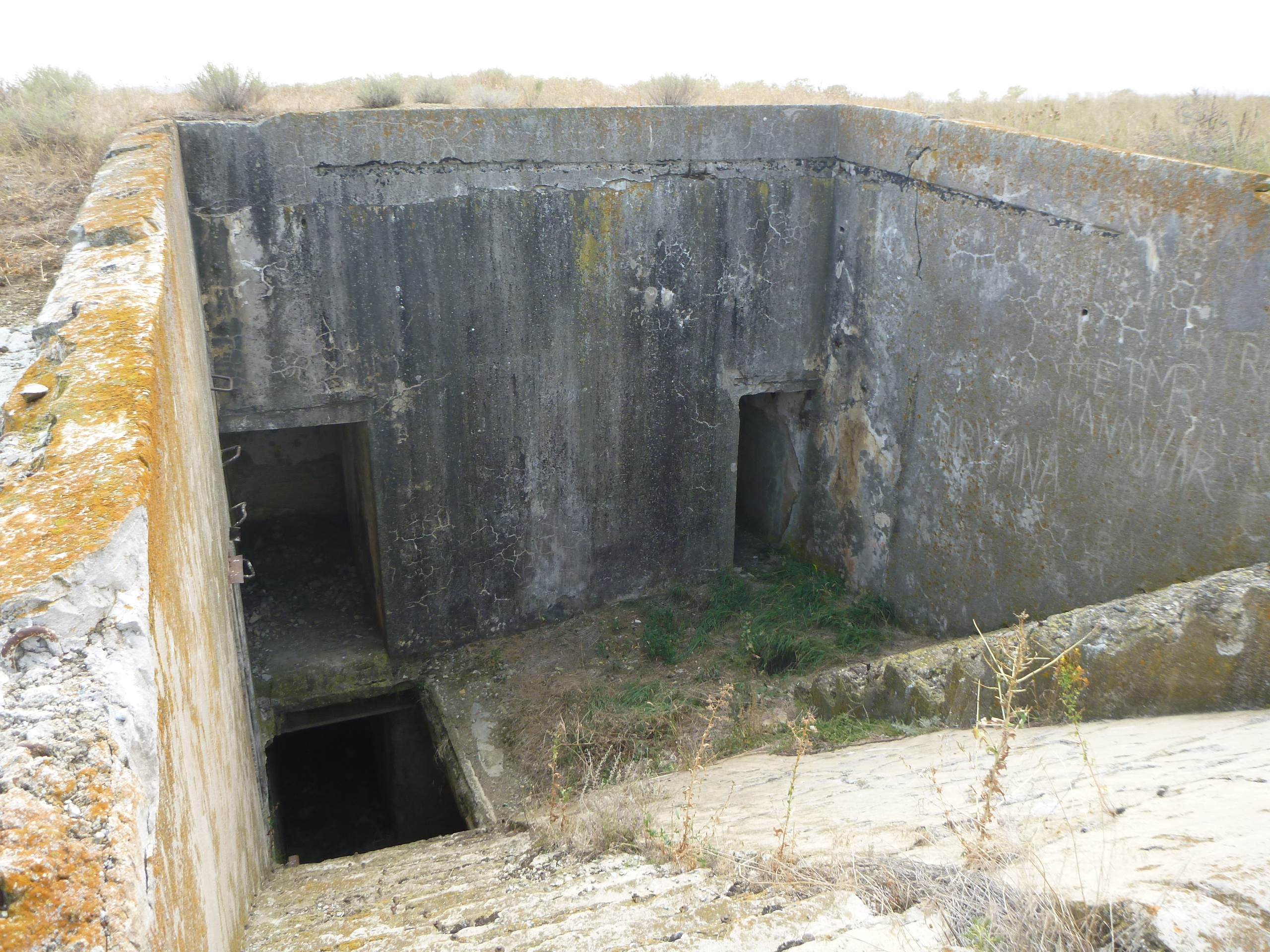
Наблюдательный пункт батареи №29
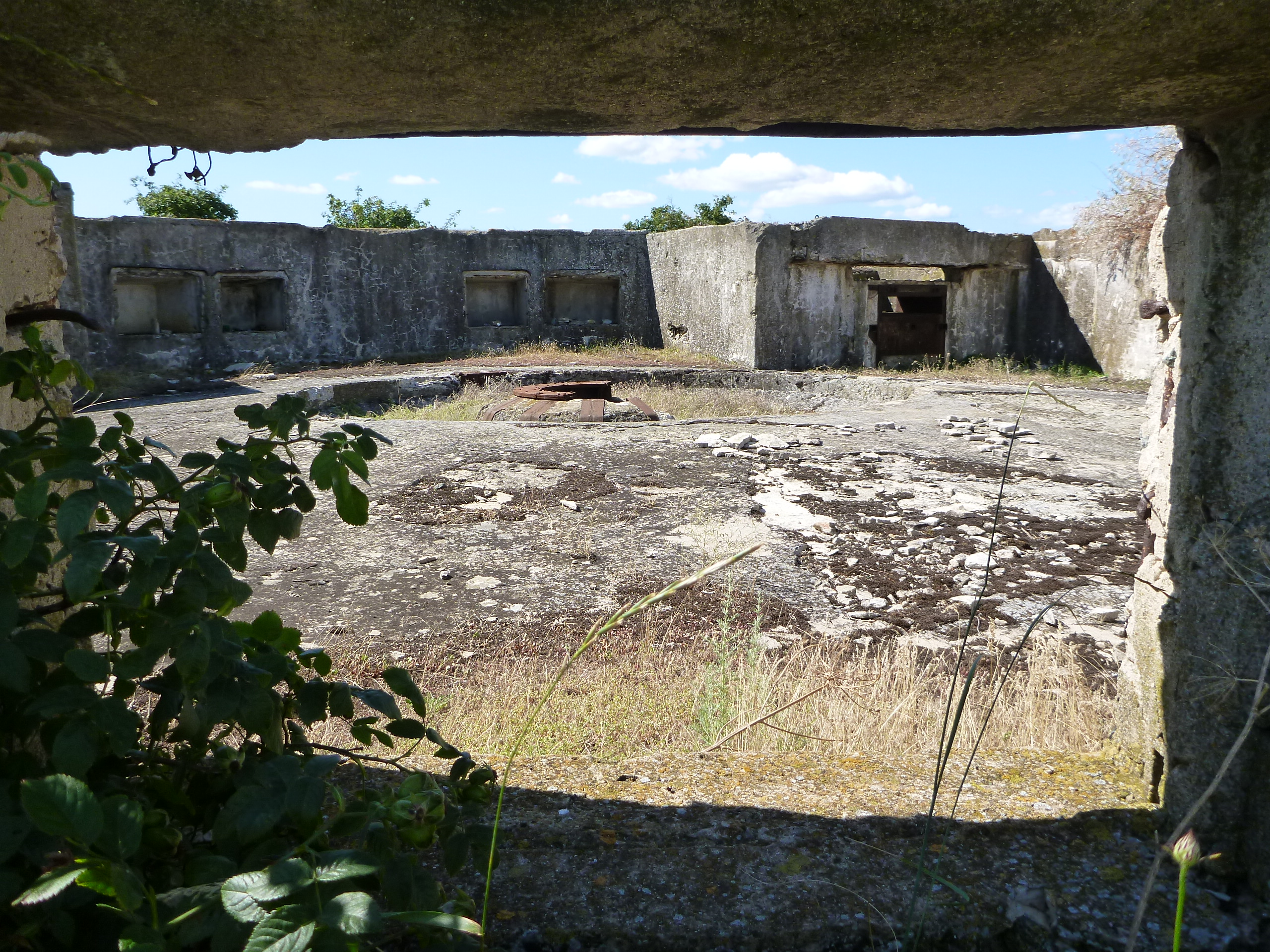
Развалины орудийного дворика орудия №3
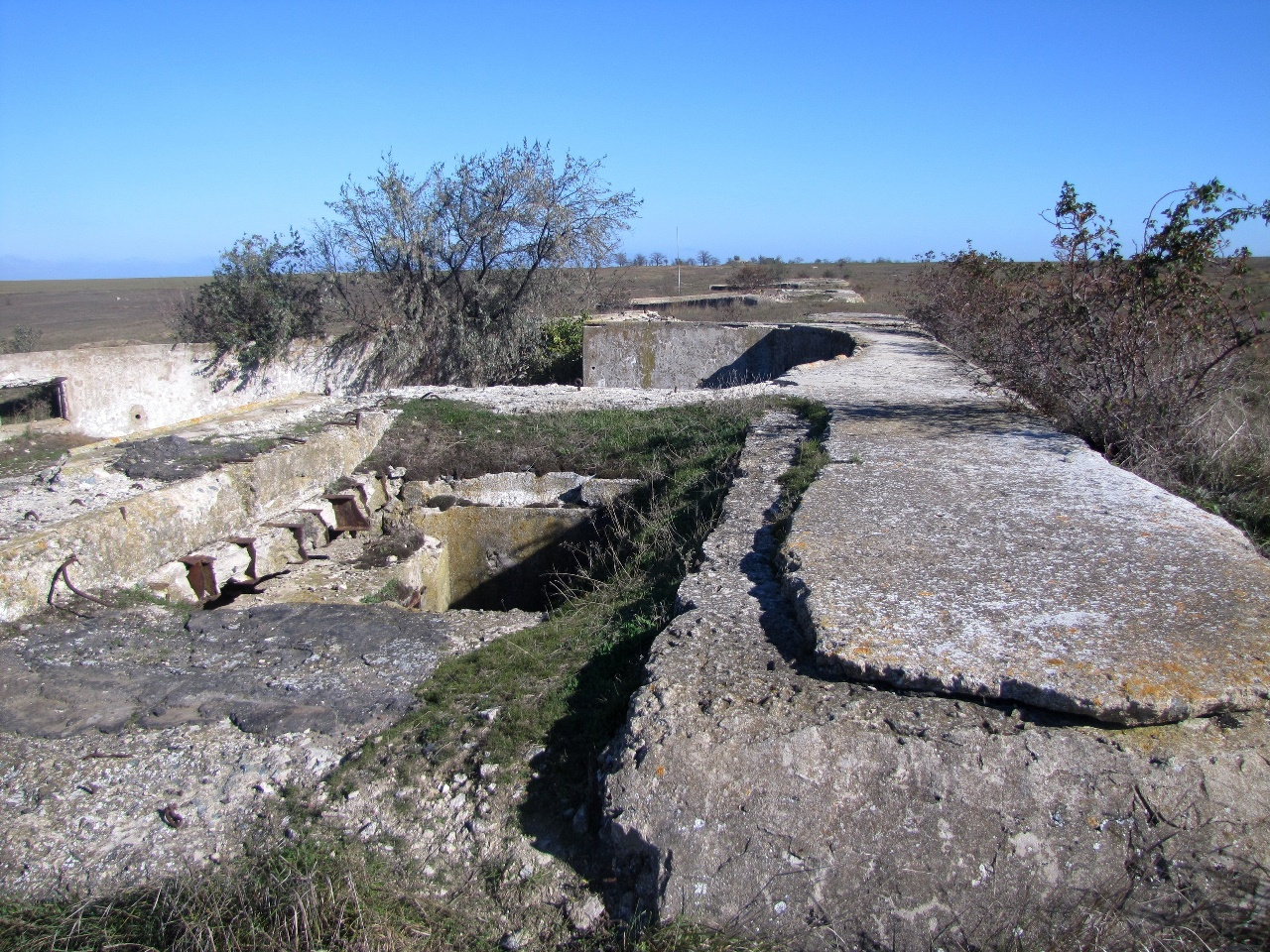
Развалины орудийного дворика орудия №4
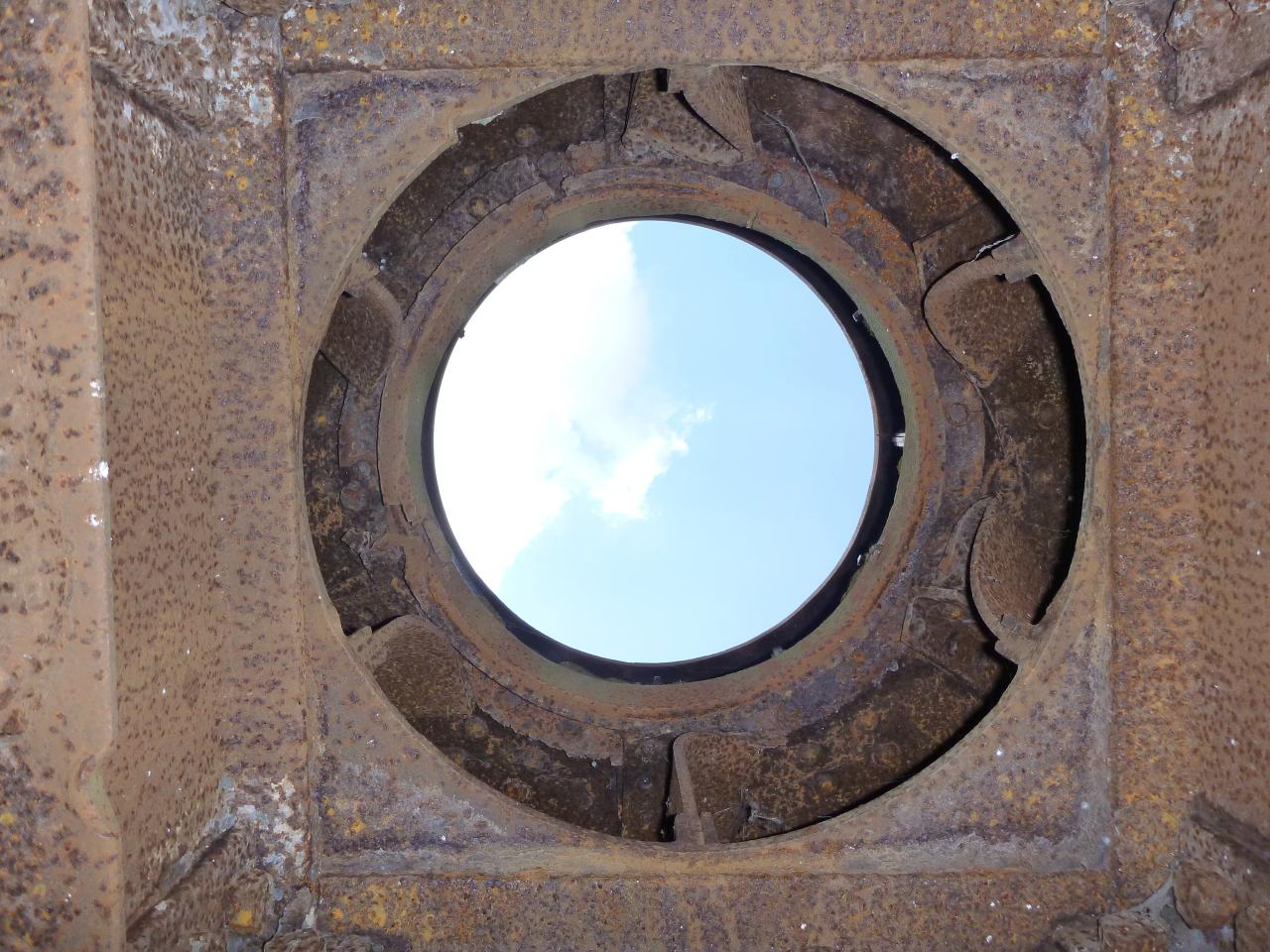
Поворотное устройство орудия №4
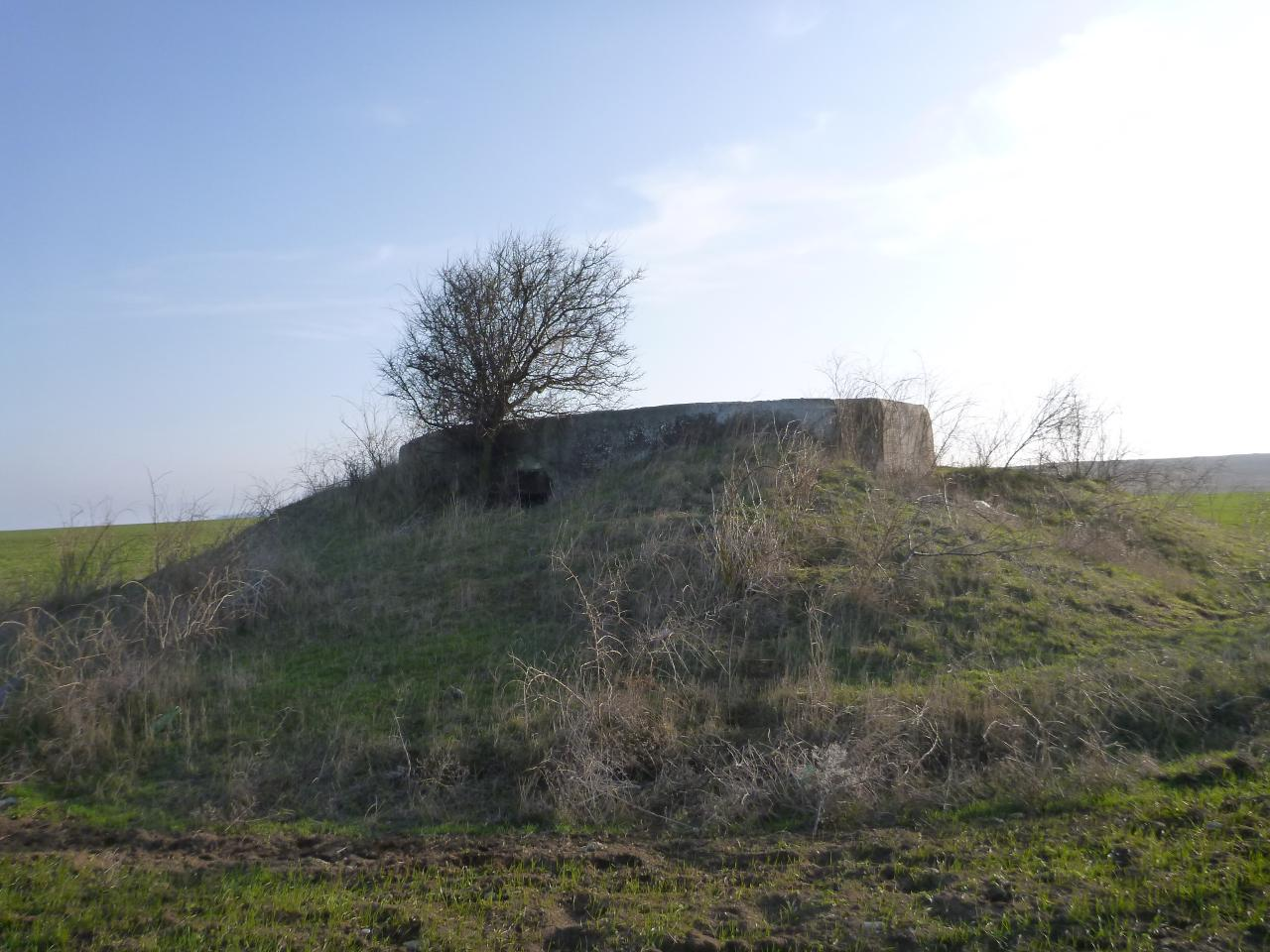
Северо-восточный дот

С формированием 23 августа 1941 года в составе Черноморского флота Керченской военно-морской базы, командир контр-адмирал Васюнин П. Н.,  29 оабатр вошла в её состав.
К 20 октября 1941 года 9-я бригада морской пехоты Черноморского флота была задействована для противодесантной обороны Керчи и имела батальонный опорный пункт 4-й батальона в районе Камыш-Буруна и береговой батареи N29.
В столкновение с противником батарея вступила в последние дни керченской обороны 1941 года, когда разрозненные части из состава 9-го стрелкового корпуса и 51-й армии, ведя тяжелые арьергардные бои, пытались задержать противника на подступах к Керчи и выиграть время для переправы войск. 
10-13 ноября 1941 года орудия батареи вели огонь по скоплениям противника в районе Камыш-Буруна и южной окраины города Керчи, обеспечивая поддержку действий наших войск, оказывавших упорное сопротивление наступающим немецким войскам. Отличился в эти дни корректировщик выносного поста лейтенант С. П. Якушев, который, находясь на удалении 20-22 км от батареи, корректировал огонь орудий, дважды попадал в окружение, но выходил из окружения и продолжал корректировку. За трое суток батарея по своему докладу уничтожила 28 танков, 6 обозов, до 3 тысяч человек пехоты, рассеяла 2 эскадрона вражеской артиллерии. Позиции батареи были несколько раз с ходу атакованы вражеской пехотой при поддержке танков, но благодаря прицельной стрельбе и отличной выучке командиров Пихуля и Петренко, комендоров Павлова, Андреева, Пропастина, Гульдяева атаки были отбиты с большими для врага потерями. Проявили себя корректировщики, возглавляемые лейтенантом Н. Воронкиным, действовавшие в непосредственной близости к наступающему противнику. 12 ноября немцы подтянули артиллерию и начали обстрел позиций батареи. В ходе контрбатарейной борьбы в результате прямого попадания вражеского снаряда в орудийный дворик четвертого орудия, оно было выведено из строя. В этом же бою были выведены из строя дальномер и связь. Бои продолжались и на следующий день. Когда на  батарее в строю осталось только два орудия, немецкой пехоте удалось приблизиться практически вплотную к нашим позициям, и лишь огнем кораблей Черноморского флота враг снова был отброшен. Не смог противник взять штурмом батарею и 14 ноября. Гарнизон осуществил подрыв артиллерийских орудий, командно-дальномерного комплекса и агрегатов силовой станции и отошел. Имя одного из подрывников-краснофлотцев Семен Васильевич Чуба.  
Приказом Главкома ВМФ от 22 ноября 1941 года, батарея, как погибшая в боях, была исключена из списков частей ВМФ. 
Немцы в 1942-1943 годах не воспользовались сохранившимися орудийными двориками батареи, а оборудовали свою артиллерийскую батарею в 300 метрах от нее.

## Командный состав в 1941 году
- Командир: капитан Бекетов, Борис Васильевич[5]
- Комиссар: старший политрук Олейников Александр Фёдорович[6]
- Командиры орудий:
  - Демиденко
  - Шулип
  - Петренко
  - Пихуля